# Ponte de Vagos e Santa Catarina
Ponte de Vagos e Santa Catarina (llamada oficialmente União das Freguesias de Ponte de Vagos e Santa Catarina) es una freguesia portuguesa del municipio de Vagos, distrito de Aveiro.

## Historia
Fue creada el 28 de enero de 2013 en aplicación de una resolución de la Asamblea de la República de Portugal promulgada el 16 de enero de 2013 con la unión de las freguesias de Ponte de Vagos y Santa Catarina, pasando su sede a estar situada en la antigua freguesia de Ponte de Vagos.

## Demografía
| Gráfica de evolución demográfica de Ponte de Vagos e Santa Catarina entre 2011 y 2021 |
|                                                                                       |
| Datos según el nomenclátor publicado por el INE portugués.                            |